# Alexandru Papană
Alexandru Papană (Bucarest, 18 de octubre de 1906-Las Vegas, 17 de abril de 1946) fue un deportista rumano que compitió en bobsleigh en la modalidad doble. Ganó dos medallas en el Campeonato Mundial de Bobsleigh, oro en 1933 y bronce en 1934.

## Palmarés internacional
| Campeonato Mundial | Campeonato Mundial      | Campeonato Mundial | Campeonato Mundial |
| Año                | Lugar                   | Medalla            | Prueba             |
| ------------------ | ----------------------- | ------------------ | ------------------ |
| 1933               | Schreiberhau (Alemania) | Medalla de oro     | Doble              |
| 1934               | Engelberg (Suiza)       | Medalla de bronce  | Doble              |